# Newfield (Nouvelle-Zélande)
Newfield  est une banlieue de la cité  la plus au sud de l’Île du Sud de la Nouvelle-Zélande qui est la ville d’Invercargill.

## Démographie
Le secteur de Newfield couvre  2,01 km2 et a une population estimée à 2 830 résidents en juin 2021 avec une densité de population de 1 408 personnes par km2.
Newfield avait une population de 2 787 habitants lors du recensement de 2018 en Nouvelle-Zélande, en augmentation de 33 personnes (1,2 %) depuis le  recensement de 2013, et en augmentation de 30 personnes (1,1 %) depuis le  recensement de 2006.
Il y avait 1 092 logements.
On comptait 1 347 hommes et 1 440 femmes, donnant un sexe-ratio de  0,94 homme pour une femme.
L’âge médian était de 39,1 ans (comparé avec les 37,4 ans au niveau national), avec 561 personnes (20,1 %) âgées de moins de 15 ans, 513 personnes (18,4 %) âgées de 15 à 29 ans, 170 personnes (42,0 %) âgées de 30 à 64 ans, et 543 personnes (19,5 %) âgées de 65 ans ou plus.
L’ethnicité était pour 87,6 % européens/Pākehā, 18,6 % Māori, 4,6 % personnes du Pacifique, 3,7 % Asiatiques et 1,8 % d’une autre ethnicité (le total peut faire plus de 100 % dans la mesure où une personne peut s’identifier de multiples ethnicités).
La proportion de personnes nées outre-mer était de 8,9 %, comparée avec les 27,1 % au niveau national.
Bien que certaines personnes objectent à donner leur religion, 52,1 % n’avaient aucune religion, 37,0 % étaient  chrétiens, 0,4 % étaient hindouistes, 0,8 % étaient musulmans, 0,2 % étaient bouddhistes et 2,6 % avaient une autre religion.
Parmi ceux d’au moins 15 ans d’âge, 204 personnes (9,2  %)  avaient un niveau de bachelier ou un degré supérieur et 651 personnes (29,2 %) n’avaient aucune qualification formelle.
Les revenus médians étaient de 28 100 $, comparées avec les 31 800 $ au niveau national. 201 personnes (9,0 %) gagnaient plus de 70 000 $ comparé avec les 17,2 % au niveau national.
Le statut d’emploi de ceux d’au moins 15 ans d’âge était pour 1 083 personnes (48,7 %) employées à plein temps, 300 personnes (13,5  %) étaient employées à temps partiel et 63 personnes (2,8 %) étaient sans emploi 

## Éducation
L’école de « Newfield Park School » est une école publique, contribuant au primaire, allant des années 1 à 6  avec un effectif de 204 élèves en mars 2022
L’école  Te Wharekura o Arowhenua (en) est une école composite allant des années 1 à 13 avec un effectif de 204 élèves en mars 2022. C’est une école Kura Kaupapa Māori, qui enseigne en langue  māori de Nouvelle-Zélande.
L’école a ouvert en 1992 sous le nom de Te Kura Kaupapa Māori o Arowhenua, comme école primaire. En 1999, elle s’est déplacée vers son site actuel (autrefois, celui de l’école Cargill High School), a changé son nom et s’est étendue pour inclure les élèves du secondaire .

## Incident
La signalisation au niveau de l’école secondaire Māori de Te Wharekura o Arowhenua (en) dans  la ville de Newfield a été dégradée avec des graffiti racistes en décembre 2020.
La police a lancé des investigations et une augmentation des patrouilles dans le secteur de Newfield a été entreprise pour rassurer la communauté.